# Formue
Ved formue forstås alt hvad en person, en institution, et selskab eller lignende ejer og som kan værdisættes i penge.
Formue er således summen af de værdier, man er i besiddelse af. Ved værdier forstås alle goder, der har salgsværdi, det vil sige pengeværdi. Uden for formueværdierne falder derimod alle de goder, der ikke har pengeværdi, enten fordi de kun har såkaldt affektionsværdi, eller fordi de som lyset og luften (retslærens såkaldte res communes) er tilgængelige for alle mennesker. Heller ikke kan den kapital, en person besidder i sin arbejdsevne, trods betydningen for personens økonomiske ve og vel, regnes med til hans eller til andres formue i nationaløkonomisk eller retlig forstand, da ingen kan afhænde hele sin udelte arbejdskraft som sådan for bestandig til andre.